# Иранска талачка криза
Иранска талачка криза била је дипломатска криза између Ирана и САД. Група исламистичких студената и милитаната заузела је амбасаду САД и за таоце узела 52 америчка службеника. Криза је трајала од 4. новембра 1979. до 20. јануара 1981. године. У Ирану је криза схватана као освета САД због деценија мешања у унутрашње послове Ирана и зато што се шах Реза Пахлави након победе Иранске револуције склонио у САД. Влада САД је 24. априла 1980. покушала извршити операцију спашавања талаца, али је операција неславно пропала.
Бивши шах Пахлави умро је 27. јула 1980, а у септембру исте године Ирак је напао Иран. Ови догађаји били су повод за почетак преговора о враћању талаца у САД, с Алжиром као посредником у преговорима. Таоци су пуштени 20. јануара 1981, само неколико тренутака након што је Роналд Реган положио заклетву за новог председника САД. Политички аналитичари тврде да Џими Картер због неуспеха у кризи није освојио други председнички мандат. За то су време ојачали статус и популарност ајатолаха Хомеинија.

## Историјска позадина
Период иранске историје после Другог светског рата био је обележен америчким мешањем у унутрашње послове Ирана. Премијер Мохамед Мосадик покренуо је 1953. национализацију нафтних извора у Ирану, али је убрзо био срушен у пучу којег је организовала ЦИА. Прозападно оријентисани шах Мохамад Реза Пахлави владао је уз подршку Американаца и сузбијао деловање опозиције режиму уз помоћ тајне полиције САВАК.
Опште незадовољство шахом Пахлавијем кулминирало је у децембру 1978. године избијањем Иранске револуције. Шах је побегао из Ирана у јануару 1979, а ајатолах Хомеини се вратио из егзила у земљу 1. фебруара. Амбасада је од почетка револуције била окружена демонстрантима, а Хомеини је посебно позвао на антиамеричке демонстрације када се шах склонио у САД.

## Талачка криза
Упад у амбасаду био је планиран још од септембра 1979, али је изведен тек 4. новембра 1979. у 6 часова ујутро. Организатори пробоја у амбасаду су окупили од 300 до 500 студената оданих исламизму и Хомеинију и изложили им план упада. Једна студенткиња је добила клешта и њима пререзала локот на капијама амбасаде. Иако су првобитно планирали само да пробију ограду амбасаде и прогласе симболични упад, услед општег метежа демонстранти су провалили у амбасаду и похватали 52 службеника. Према извештају једног дипломата из амбасаде, убрзо након провале стигло је неколико аутобуса с демонстрантима који су се придружили упаду у амбасаду. Шест службеника успело је побећи пре хватања, након чега су наредна три месеца живели у тајности у амбасади Канаде у Техерану. Они су 28. јануара 1980. у тајној операцији ЦИА извучени и враћени у САД, замаскирани као део филмске екипе. Хомеини није знао за план упада у амбасаду САД, али је подржао ту акцију након што је извршена.
Исламистички студенти су након узимања америчких талаца захтевали да се шах врати у Иран где би му се судило и над њим била извршена смртна казна. Влада САД се правдала да је шах у њиховој земљи само због лечења рака (шах је тамо умро у јулу 1980). Такође су тражили да се влада САД извини за деценије мешања у унутрашње послове Ирана, за државни удар против премијера Мосадика 1953. и одмрзавање иранског државног власништва у САД.
Студентске групе су се током држања талаца домогле тајних америчких докумената из амбасаде у којима су запослени амбасаде извештавали америчку владу и ЦИА-у о збивањима у Ирану, те јавно објављивале садржај тих докумената. Многи од њих су данас доступни на интернету.
Средином новембра 1979, чувари су пустили 13 талаца, жене и Афроамериканце, уз навод да симпатизују с угњетеним полом и расом у САД. Талац Ричард Квин је пуштен јула 1980. због болести; дијагностикована му је мултипла склероза. Таоци су држани у згради бивше амбасаде САД, али су након неуспешне операције Орлова канџа појединачно и испремештани на различите локације широм Техерана како би њихово спашавање било онемогућено. Средином 1980. године, сви су таоци смештени у затворе по Техерану како би потенцијална операција спашавања била још теже изведива.
Иранска влада је тврдила да се према таоцима добро односе, те да их третирају као госте. Међутим, поједини бивши таоци су након ослобођења тврдили да су их тукли, свезаних очију спроводили кроз разбеснеле демонстранте на улицама, држали им везане руке данима или чак недељама, држали их одвојенима у самицама на дуже периоде. Стално их је било страх да их не изведу пред суд и осуде на смрт. Испричали су како им је најстрашнија била ноћ 5. фебруара 1980. када су их ненадано све пробудили, повезали им очи, сваког од њих одвели у засебну просторију, наредили им да се скину и клекну и затим празним оружјем извели лажно смакнуће. Касније су им стражари рекли да су им све то учинили из забаве. Током талачке кризе, један талац је штрајковао глађу, док су двоје покушали да почине самоубиство.
Током лета 1980. мало се тога дешавало док је нова иранска влада консолидовала своју унутрашњу политику. Америчка јавност је очекивала да ће Џими Картер извршити још једну операцију спашавања у октобру пре председничких изборима, али се то није догодило. На изборима у новембру 1980. глатку победу је однео Роналд Реган.

## Операције Канадска хитрост и Орлова канџа
На дан провале у америчку амбасаду, шестеро службеника успело је да побегне из амбасаде те су се тајно склонили а амбасаду Канаде у Техерану код дипломате Џона Ширдауна, а били су под заштитом канадског амбасадора Кена Тејлора. Крајем 1979, канадска влада допустила је да се направе канадски пасоши за скривене службенике. У сарадњи с ЦИА-ом, која је као параван за операцију спашавања извршила лажне припреме за снимање новог научно-фантастичног филма Арго, два ЦИА-ина агента су, прерушени у филмску екипу, стигли у Техеран и службенике извежбали да се чине као филмска екипа. Дана 28. јануара 1980, „филмска екипа“ (два агента и шест дипломата) укрцали су се на лет Свисера за Цирих, Швајцарска. Ова операција спашавања остала је упамћена као операција „Канадска хитрост“.
Након што је одбио иранске захтеве, Џими Картер је одобрио операцију спашавања талаца, названу операција Орлова канџа. Дана 24. априла 1980, два хеликоптера су полетела с УСС Нимица с циљем у Великој сланој пустињи у источном Ирану. Следећег јутра је полетело осам хеликоптера РХ-53Д. Мисија је од почетка пошла по злу када један хеликоптер није успео да дође од циља, док се други вратио на УСС Нимиц због квара. Остали су завршили у снажној пешчаној олуји. Тада је једном од њих заказао хидраулички систем, због чега су морали да га оставе у пустињи. Након тога је Картер отказао операцију и остали су се вратили у базу. Након јавне објаве неуспеха операције, Хомеинијева популарност у Ирану нагло је порасла, а ирански заговорници пуштања талаца изгубили су сваки кредибилитет.

## Крај талачке кризе
Након неколико месеци преговора, САД су пристале препустити неколико милијарди долара у злату и обвезницама, које су стајале замрзнуте у америчким банкама по почетку талачке кризе. Иранској влади је очајнички био потребан новац, јер је Иран неко време пре тога био напднут од стране Ирака, па је у замену за новац пристала на пуштање талаца. Преговори су обављени преко Алжира који је радио као посредник, будући да су Иранци одбили непосредне преговоре с Американцима.
Дана 20. јануара 1981. године, у тренутку када је Роналд Реган завршио своју 20-минутну заклетву као нови председник САД, таоци су пуштени из Ирана и предани Американцима након 444 дана у заточеништву. Првобитно су авионом били пребачени у Алжир, а након тога у америчку војну базу Рајна-Мајна (Западна Немачка), где их је примио сада бивши председник Џими Картер. Бивши таоци су пре повратка кући прегледани у болници, а по повратку у САД дочекани од стране великог броја људи. Десет дана након доласка кући, била им је приређена прослава и парада у Њујорку.

## Догађаји после талачке кризе
Током талачке кризе, ирачки председник Садам Хусеин проценио је да би могао добити америчку подршку ако сада нападне Иран, што се и догодило. Током трајања дугог исцрпљујућег Ирачко-иранског рата, Ирак је примао издашну помоћ од САД. Ово је још више продубило антиамеричко осећање иранског народа. Док је Иран због талачке кризе изгубио велик део међународне подршке, нова влада је код куће стекла велику и јаку подршку због снажног антиамеричког расположења.
Бивши таоци су у САД награђени многим америчким одликовањима и добили разне мање доживотне повластице.
Бивша америчка амбасада у Техерану од 2001. године служи као просторије за Музеј Револуције.